# گوگرد

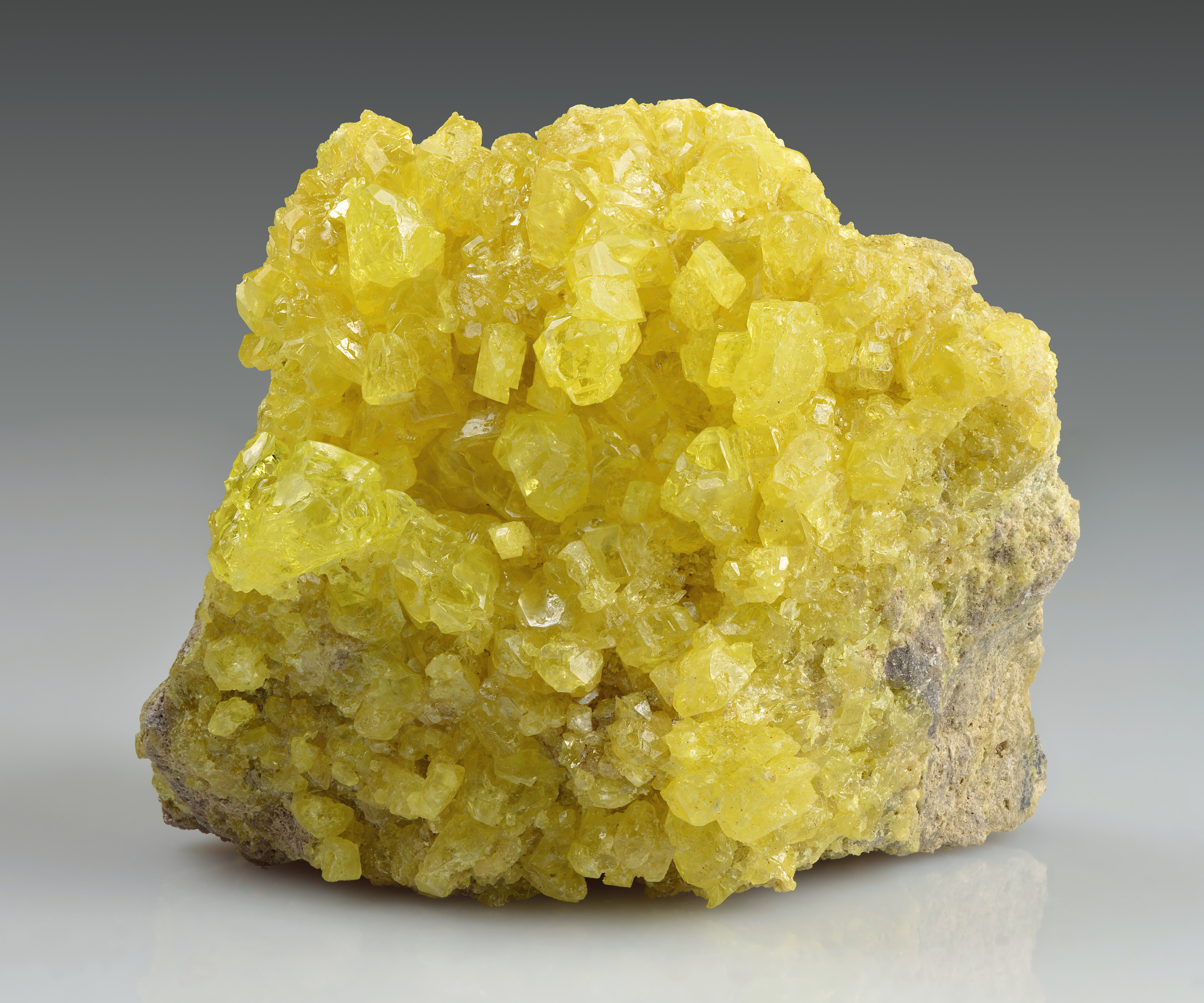
گوگرد یا سولفور

گوگرد (به انگلیسی: Sulfur) یک عنصر شیمیایی است که در جدول تناوبی با نماد S شناخته می‌شود. این ماده زردرنگ، جامد و بی‌بو است، اما وقتی می‌سوزد بوی تندی شبیه کبریت به مشام می‌رسد. گوگرد در طبیعت هم به‌صورت خالص پیدا می‌شود و هم در ترکیب با مواد دیگر، مثلاً در سنگ‌ها و مواد معدنی یا حتی در بدن موجودات زنده. بدن انسان هم مقدار کمی گوگرد دارد که برای ساخت پروتئین‌ها و برخی ویتامین‌ها لازم است.
از زمان‌های قدیم، مردم از گوگرد برای ساخت دارو، ضدعفونی‌کننده و حتی آتش‌بازی استفاده می‌کردند. امروز هم در تولید کودهای کشاورزی، لاستیک، کاغذ و مواد شیمیایی نقش مهمی دارد. وقتی گوگرد می‌سوزد، گازی به نام دی‌اکسید گوگرد تولید می‌شود که اگر وارد هوا شود می‌تواند باعث آلودگی و باران اسیدی شود. به همین دلیل در صنایع تلاش می‌کنند این گاز را کنترل کنند تا به محیط زیست آسیب نزند.
گوگرد در جدول تناوبی در سمت چپ کلر، زیر اکسیژن و بالای سلنیم جای گرفته‌است و نماد شیمیایی آن S و عدد اتمی آن ۱۶ است. اکتشاف این عنصر به پیش از تاریخ بازمی‌گردد. گوگرد یکی از معدود موادی است که به‌طور طبیعی و در شرایط متداول زمین به هر سه حالت جامد و مایع و گاز یافت می‌شود.
گوگرد یک نافلز بدبو، بدمزه و چند ظرفیتی است که به وفور به شکل بلورهای زرد رنگ یافت می‌شود. گوگرد از بین برنده کک است و برای کود و کشاورزی مفید است. گوگرد عنصری مهم برای همهٔ موجودات زنده است؛ برای نمونه می‌توان به حضور گوگرد در ساختار آمینواسیدها و پروتئینها اشاره کرد. این عنصر به صورت اولیه در کودها استفاده می‌شود؛ ولی به صورت گسترده‌تر در باروت، ملیّن‌ها، کبریت‌ها و حشره‌کش‌ها نیز به کار گرفته می‌شود.

## پیشینه

نماد گوگرد در شیمی

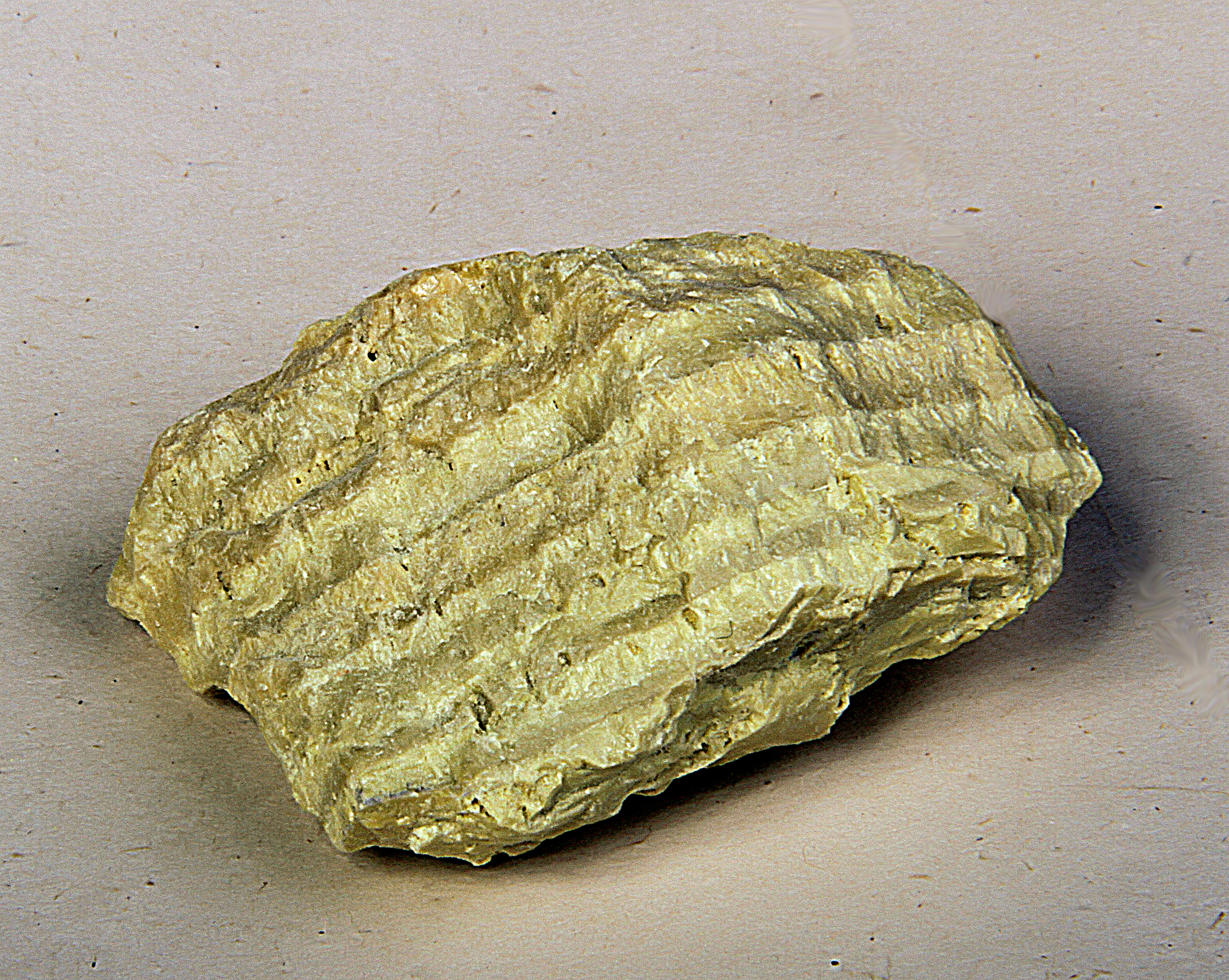
گوگرد، خانگیران، سرخس.

گوگرد که نام انگلیسی آن Sulphur می‌باشد از زمان‌های باستان شناخته شده بود. این عنصر با نام Brimstone در اسفار پنجگانه کتاب مقدس آمده‌است. هومر نیز گوگرد حشره‌کش را در قرن ۹ قبل از میلاد ذکر کرده بود. در سال ۴۲۴ قبل از میلاد قبیله Bootier دیوارهای یک شهر را با سوزاندن مخلوطی از زغال و گوگرد سوزانیده و خراب کردند. در قرن ۱۲ در چین باروت که مخلوطی از نیترات پتاسیم (KNO
۳) کربن و گوگرد بود کشف شد.
کیمیاگران اولیه برای گوگرد نماد مثلثی که در بالای یک خط قرار داشت در نظر گرفته بودند. این کیمیاگران از روی تجربه می‌دانستند که عنصر جیوه می‌تواند با گوگرد ترکیب شود.
سوگند یا سئوکند یا سائوکنتا(اوستایی) در اصل به معنای گوگرد بوده‌است. در دوران گذشته یکی از روش‌های نهایی اثبات اتهام یا برائت متهمان، خوراندن آب گوگرد به آنان بوده‌است. چنانچه متهم بعد از خوردن گوگرد یا همان سوگند زنده می‌ماند، حکم به برائت وی می‌دادند. اصطلاح سوگند خوردن که تأکید شخص بر صحت گفته‌هایش است، در اصل از همین آیین گرفته شده‌است.
در اواخر دهه ۱۷۷۰ آنتوان لاووازیه توانست مجامع علمی را متقاعد کند که گوگرد یک عنصر است و نه یک ترکیب.

## ویژگی‌ها

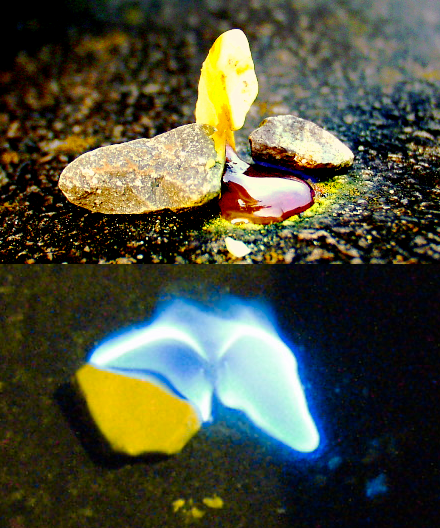
گوگرد در حال سوختن

ظاهر این نافلز به رنگ زرد کمرنگ می‌باشد که بسیار سبک و نرم است. این عنصر به هنگام ترکیب با هیدروژن بوی مشخصی داشته که مشابه بوی تخم‌مرغ فاسد شده‌است.
گوگرد با شعله آبی رنگ سوخته و بوی عجیبی از خود ساطع می‌کند (بنگرید به تصویر). گوگرد در آب حل نمی‌شود ولی در کربن دی سولفید (CS
۲) حل می‌شود. حالت‌های معمول اکسیداسیون این عنصر ۲-و۲+و۴+و۶+ است که ۲- و ۴+ کاهنده‌اند و تمایل رسیدن به ۶+ که پایدارتر است را دارند و حالت‌های ۴+ و ۶+در برخی ترکیبات مانند SF
۴ و SF
۶ از قاعده هشت‌تایی پیروی نمی‌کنند. گوگرد در تمام حالت‌های مایع، جامد و گاز شکل‌های چندگانه دارد که ارتباط بین آن‌ها هنوز کاملاً درک نشده‌است. گوگرد کریستالی به صورت حلقه گوگردی S
۸ نشان داده می‌شود.
نیترید گوگرد پلیمری خواص فلزی دارد و این در حالی است که هیچ گونه اتم فلزی در خود ندارد(شبه فلز است). این عنصر همچنین خواص نوری و الکتریکی غیرمعمول دارد. گوگرد غیر متبلور یا پلاستیک با عمل سرد کردن سریع کریستال گوگرد حاصل می‌شود. مطالعات در زمینه اشعه ایکس نشان می‌دهد که گونه غیر متبلور و بی‌نظم ممکن است که ۸ اتم در هر ساختار پیچشی ستاره مانند داشته باشد.
گوگرد می‌تواند به دو حالت کریستالی بدست آید به صورت اورتورومبیک (گوگرد هشت وجهی) یا بلور مونو کلینیک که اولی در دماهای معمولی پایدارتر می‌باشد.

### ایزوتوپ‌ها
گوگرد ۲۵ ایزوتوپ دارد که چهار تای آن پایدار هستند: ۳۲S (95.02%), ۳۳S (0.75%), ۳۴S (4.21%), و ۳۶S (0.02%). به جز ۳۵S با نیمه‌عمر ۸۷ روز وجود دارد که از برخورد ۴۰Ar به وجود می‌آید. بقیه ایزوتوپ‌های گوگرد کمتر از سه ساعت نیمه عمر دارند.
در بسیاری از اکوسیستم جنگل‌ها سولفات از اتمسفر استخراج می‌شود و گوگرد موجود در طبیعت در مقدار ایزوتوپ ۳۴
S دارد به همین دلیل زمانی که تصور می‌شد دریاچه‌های رشته‌کوه راکی از اتمسفر در حال آلوده شدن هستند بررسی تفاوت ایزوتوپ‌های گوگرد نشان داد که سرچشمه آبی این دریاچه‌ها آلوده است.

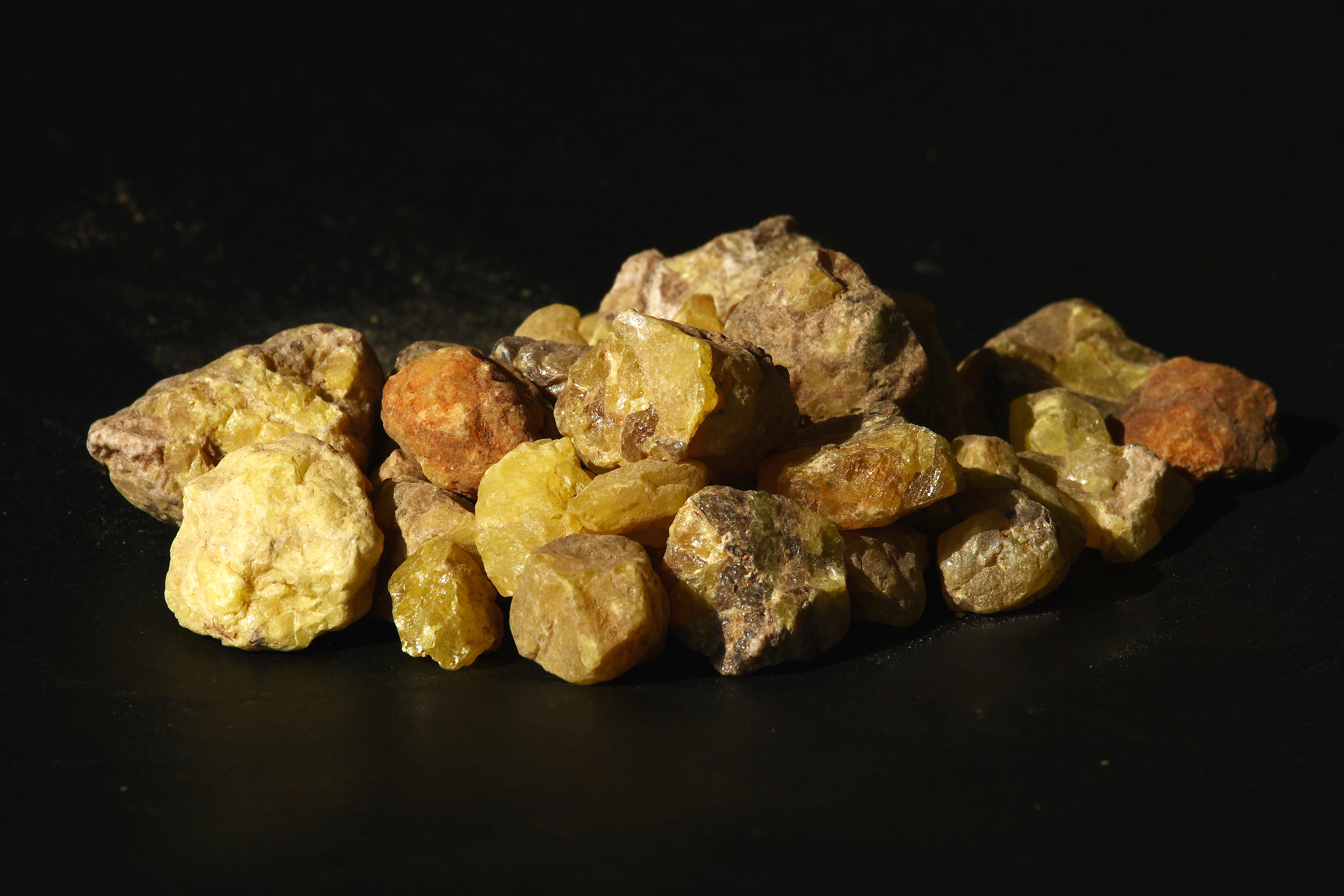
گوگرد معدنی که آن را گوگرد فارس هم می‌گفتند.

## شیمی عنصر
از آنجایی که گوگرد یک نافلز است انواع ترکیبات یونی به وجود می‌آورد.

### آلوتروپ‌های گوگرد

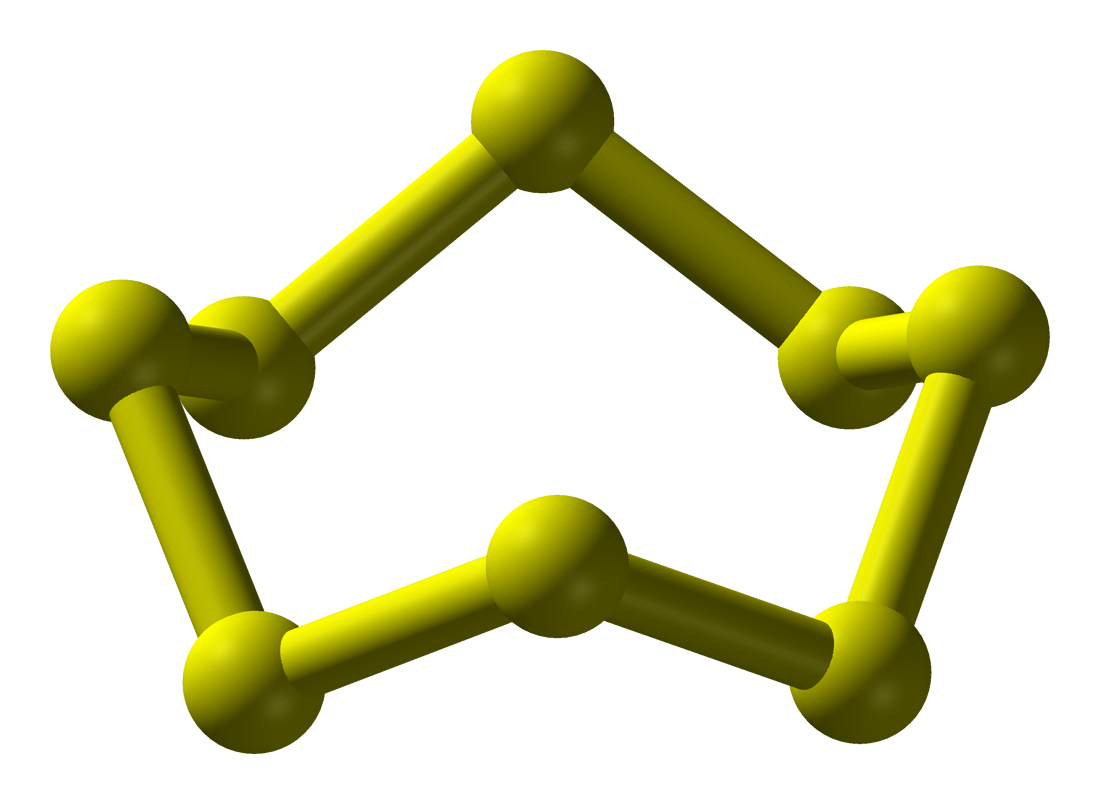
ساختار S_{۸}.

گوگرد بیش از سی آلوتروپ جامد دارد بیشتر از هر عنصر دیگری. در کنار S
۸ چند نوع حلقه دیگر نیز شناخته شده هستند. حذف یک اتم از تاج S
۷ را نتیجه می‌دهد که زرد تیره‌تری نسبت S
۸ است. تحلیل کروماتوگرافی مایعی کارا نشان می‌دهد که عنصر گوگرد معمولاً به شکل مخلوطی از S
۸, به همراه S
۷ و مقدار کمی S
۶ است. حلقه‌های بزرگتری مانند S
۱۲ و S
۱۸ نیز دیده شده‌اند.
جامد آمورف یا گوگرد «پلاستیک» نیز از طریق سرد کردن سریع گوگرد مذاب به دست می‌آید؛ مثلاً از ریختن آن روی آب. مطالعات بلورشناسی پرتو ایکس نشان داده‌است که گوگرد آمورف ممکن است ساختارهای پیچه‌ای داشته باشد که وزن آن هشت اتم بر هر مرتبه است. این سیستم پلیمری می‌تواند علت خاصیت الاستیکی گوگرد آمورف باشد.

### ترکیبات معدنی

#### سولفید
- گالن یک که نام علمی آن سولفید سرب است نیز یک ترکیب مشتق از گوگرد است که در صنایع نیمه‌رساناها کاربرد دارد.

- سولفید آهن
- سولفید روی – ZnS
- کربونیل سولفید – COS
- کربن دی‌سولفید – CS
۲
- مس(I) سولفید – Cu
۲S
- مس (II) سولفید – CuS
- ژرمانیوم (II) سولفید – GeS
- ژرمانیوم(IV) سولفید – GeS
۲
- طلا (I) سولفید – Au
۲S
- سولفید هیدروژن – H
۲S
- سرب (II) سولفید – PbS
- جیوه سولفید – HgS
- مولیبدن دی‌سولفید – MoS
۲
- آنتیموان پنتاسولفید – Sb
۲S
۵
- پتاسیم سولفید – K
۲S
- نقره سولفید – Ag
۲S
- سدیم هیدروسولفید – NaSH
- سولفان – H
۲S
- ایتریم(III) سولفید – Y
۲S
۳

#### سولفات
- سولفات لیتیم
- سولفات روی
- سولفات آلومنیوم – Al۲(SO۴)۳
- آمونیوم سولفات – (NH۴)۲SO۴
- باریوم سولفات – BaSO۴
- کادمیوم سولفات – CdSO۴
- کلسیم سولفات (گچ) – CaSO۴
- سریوم (IV) سولفات – Ce(SO۴)۲
- کبالت (II) سولفات – CoSO۴

#### سولفیت
آنیون سولفیت به صورت SO۲-
۳ است. نمک‌های سولفیت پر کاربرد اما اسید آن سولفورو اسید (H
۲SO
۳) کم کاربرد است. از نمک‌های به عنوان نگه‌دارنده مواد غذایی استفاده می‌شود. همچنین سولفیت در شراب به‌طور طبیعی یافت می‌شود.
- سولفیت سدیم – Na۲SO۳

### ترکیبات آلی
سم‌های فسفاته آلی در طول جنگ جهانی دوم در آلمان گسترش یافتند. سم دی‌ایزوپزوپیل فلوئور فسفات (DFP) یک معرف بسیار سمی است. پاراتیون و مالاتیون ترکیبات آلی فسفره هستند و به عنوان حشره‌کش مؤثر و کم‌دوام گسترش یافته‌اند. در ساختمان شیمیایی پنی سیلین نیز گوگرد موجود است.
در تخم‌مرغ هیدروژن سولفید وجود دارد این ماده در آب حل می‌شود و اسید تولید می‌کند.

## نقش بیولوژیکی

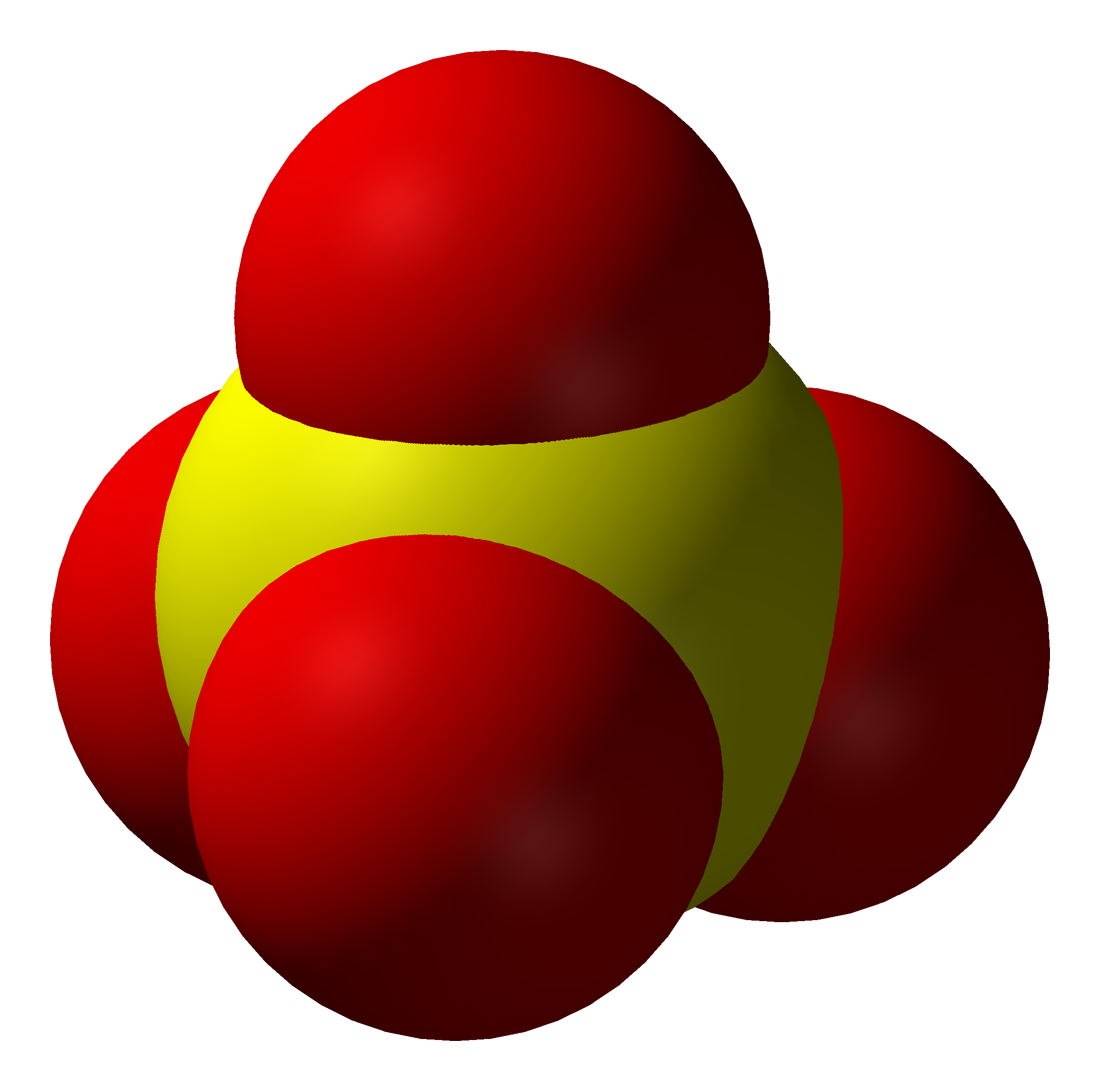
آنیون سولفات

اسید آمینه‌های سیستئین (به انگلیسی: Cysteine)، متیونین (به انگلیسی: Methionine), هوموسیستئین (به انگلیسی: Homocysteine), تائورین (به انگلیسی: Taurine) و همچنین برخی از آنزیم‌ها حاوی گوگرد هستند.
نزدیک به ۰٫۲۵ درصد از وزن بدن انسان را گوگرد تشکیل می‌دهد. گوگرد در کراتین که در ساختار مو و ناخن است، جز عناصر اصلی محسوب می‌شود.
همچنین ترکیبات گوگرددار (VSC) باعث ایجاد بوی بد در دهان می‌گردند.
ترکیبات دی‌سولفیدی مابین پلی‌پپتیدها (پلی‌پپتید از به هم پیوستن چندین پپتید حاصل می‌گردد) در ساختار پروتئینی بسیار مهم می‌باشند.

### متابولیسم گوگرد و چرخه گوگرد
چرخه گوگرد اولین چرخه بیوژئوشیمی بود که کشف شد. در دهه ۱۸۸۰ در حال مطالعه بگیوتوآ (یک باکتری که در محیط‌های غنی از گوگرد زندگی می‌کند) سرگئی وینوگرادسکی کشف کرد که این باکتری به عنوان منبع انرژی سولفید هیدروژن (H2S) را اکسید می‌کند و تکمیل قطره‌های بین‌سلولی گوگردی می‌دهد. وینگرادسکی به این فرم از متابولیسم اکسیداسیون ترکیب‌های معدنی (inorgoxidation) نام نهاد و تا دهه ۱۹۵۰ به همراه سلمان واکسمن روی آن کار کرد.
اکسیدکننده‌های گوگرد می‌توانند به عنوان منبع انرژی استفاده شوند. سولفید هیدروژن، گوگرد خالص، سولفیت، تیوسولفات و چندین پلی‌تیونات (مانند تتراتیونات) از این دسته هستند. آن‌ها بر آنزیم‌هایی همچون گوگرد دی‌اکسی‌جنس و سولفیت اکسیداس برای اکسید کردن گوگرد به سولفات متکی هستند. بعضی از باکتری و باستانیان از سولفید هیدروژن در آب به عنوان دهنده الکترون استفاده می‌کنند تا سنتز شیمیایی انجام دهند. پروسه‌ای شبیه به فتوسنتز و نتیجه آن شکر خواهد بود و از اکسیژن به عنوان اتم پذیرنده استفاده می‌کنند. فتوسنتز باکتریای گوگرد سبز و باکتری گوگرد بنفش از اکسیژن خالص استفاده می‌کنند تا چنین اکسیداسیونی انجام دهند تا از سولفید هیدروژن گوگرد بسازند. باکتری‌های اولیه که در اعماق اقیانوس‌ها در کنار منافذ هیدروترمال زندگی می‌کنند، هیدروژن سولفید را اکسید می‌کنند. کرم حلقوی بزرگ یک مثال از ارگانیسم‌های بزرگ است که از هیدروژن سولفید به عنوان غذا استفاده می‌کنند.
باکتری‌های کاهنده سولفات سولفات را به جای اکسیژن «تنفس» می‌کنند. آن‌ها از ترکیبات معدنی یا هیدروژن ملکولی به عنوان منبع انرژی استفاده می‌کنند و از گوگرد به عنوان پذیرنده الکترون استفاده کرد و گوگردهای اکسید را می‌کاهند تا به سولفید تبدیل شوند (به‌طور معمول هیدروژن سولفید). آن‌ها می‌توانند روی گروه‌های دیگر گوگردهای اکسید شده مانند تیوسولفات، تیونات، پلی‌سولفیدها و سولفیت‌ها رشد کنند. هیدروژن سولفید ساخته شده توسط این باکتری‌ها باعث به وجود آمدن باد شکم می‌شود.
گوگرد جذب شده توسط گیاهان که آن را به شکل سولفات از طریق ریشه از خاک جذب می‌کنند. سولفات به سولفید کاهیده می‌شود و سپس در سیستئین و دیگر ترکیبات آلی گوگرددار گنجانده می‌شود.
SO42– → SO32– → H2S → سیستئین → متیونین

## کانی‌ها
عنصر گوگرد در طبیعت به صورت طبیعی و خالص، یا به صورت ترکیبات سولفید و سولفات همراه با دیگر عناصر فلزی و نافلزی یافت می‌شود. گوگرد سرد و خالص، زرد رنگ می‌باشد ولی بیشتر به سبب حرارت بالا یا ناخالصی‌ها تغییر رنگ می‌دهد. بنا به سیستم تبلور، این نوع گوگرد به صورت گوگرد آلفا (رومبیک یا اکتاهدرال) گوگرد بتا (مونوکلینیک یا منشوری)، گوگرد گاما (پلاستیک) و گوگرد بی‌شکل (کلوئیدی) می‌باشد.
عنصر گوگرد به همراه عناصر دیگر در کانی‌های مختلفی یافت می‌شود که مهم‌ترین آنها، پیریت، مارکاسیت، پیروتیت، کالکوپیریت، کالکوزیت، کوولیت، بورنیت، اسفالریت، انیدریت، ژیپس و… است.

## منابع معدنی

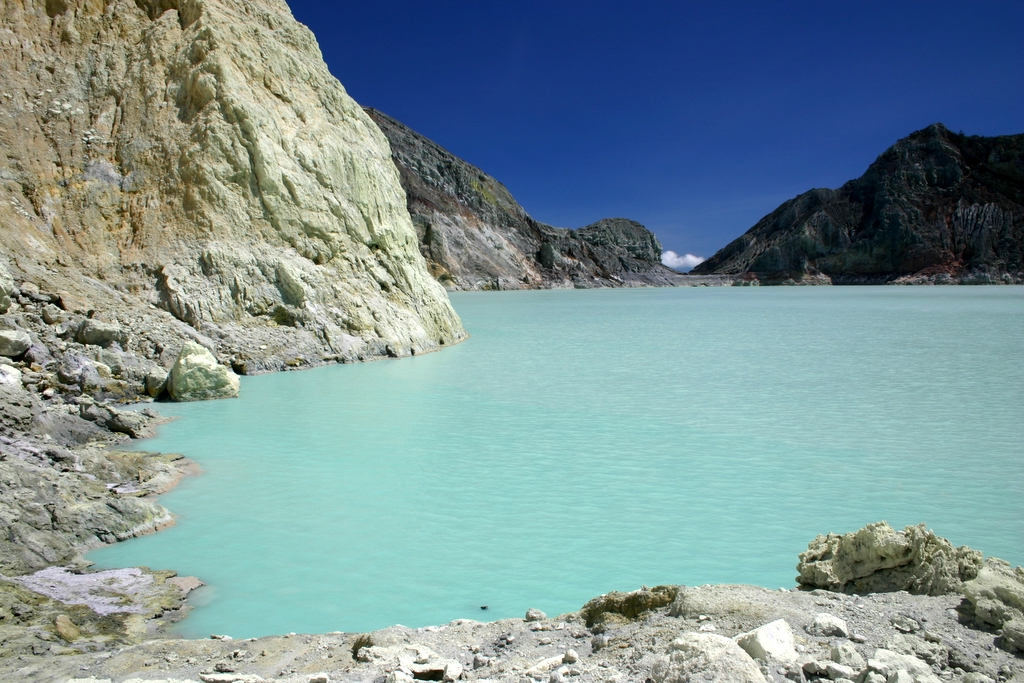
کانسار گوگرد به رنگ زرد با خاستگاه آتشفشانی - دریاچه کوه آتشفشان Kawah Ijen در جاوه اندونزی

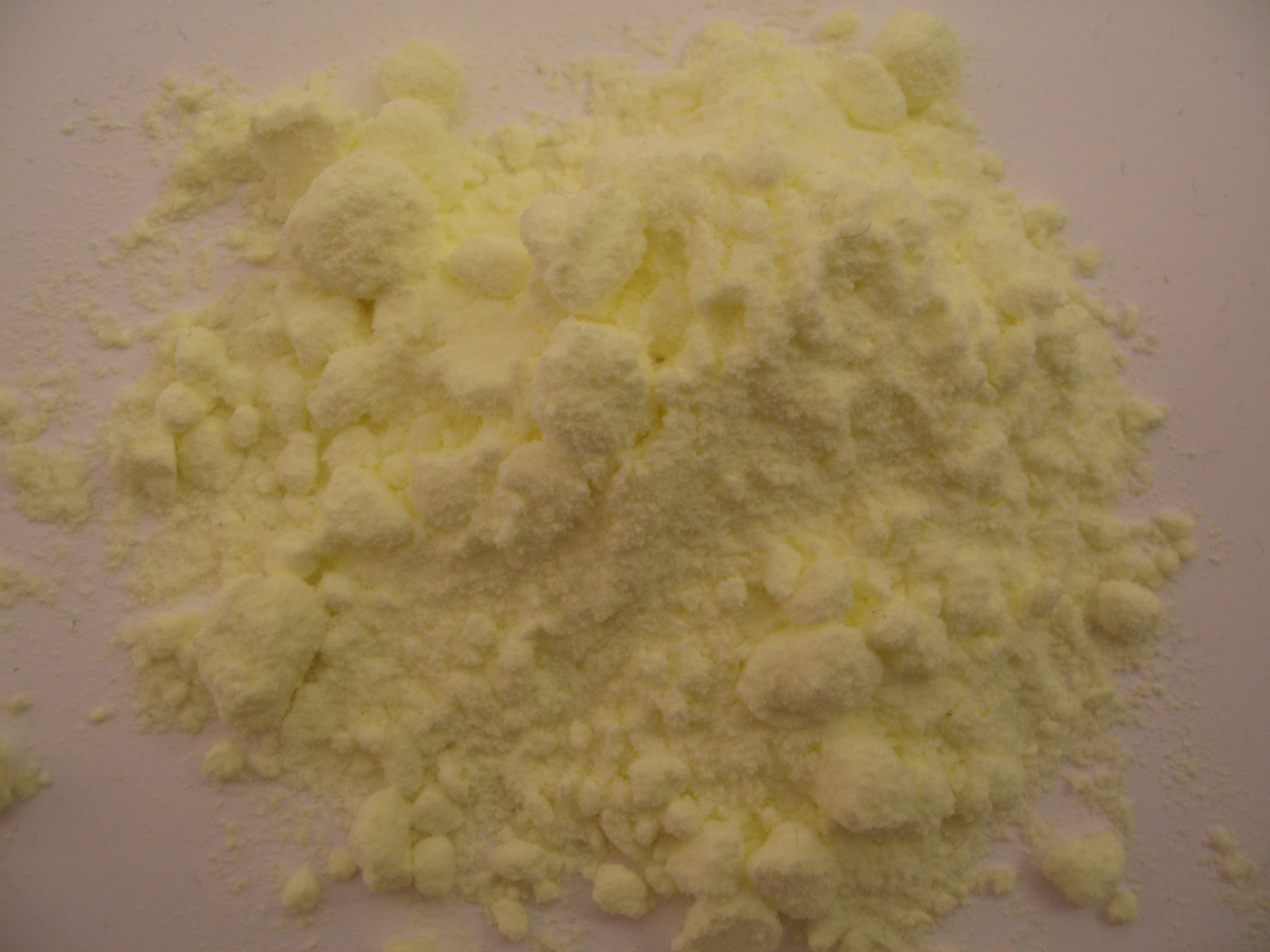
پودر گوگرد

## کاربردها

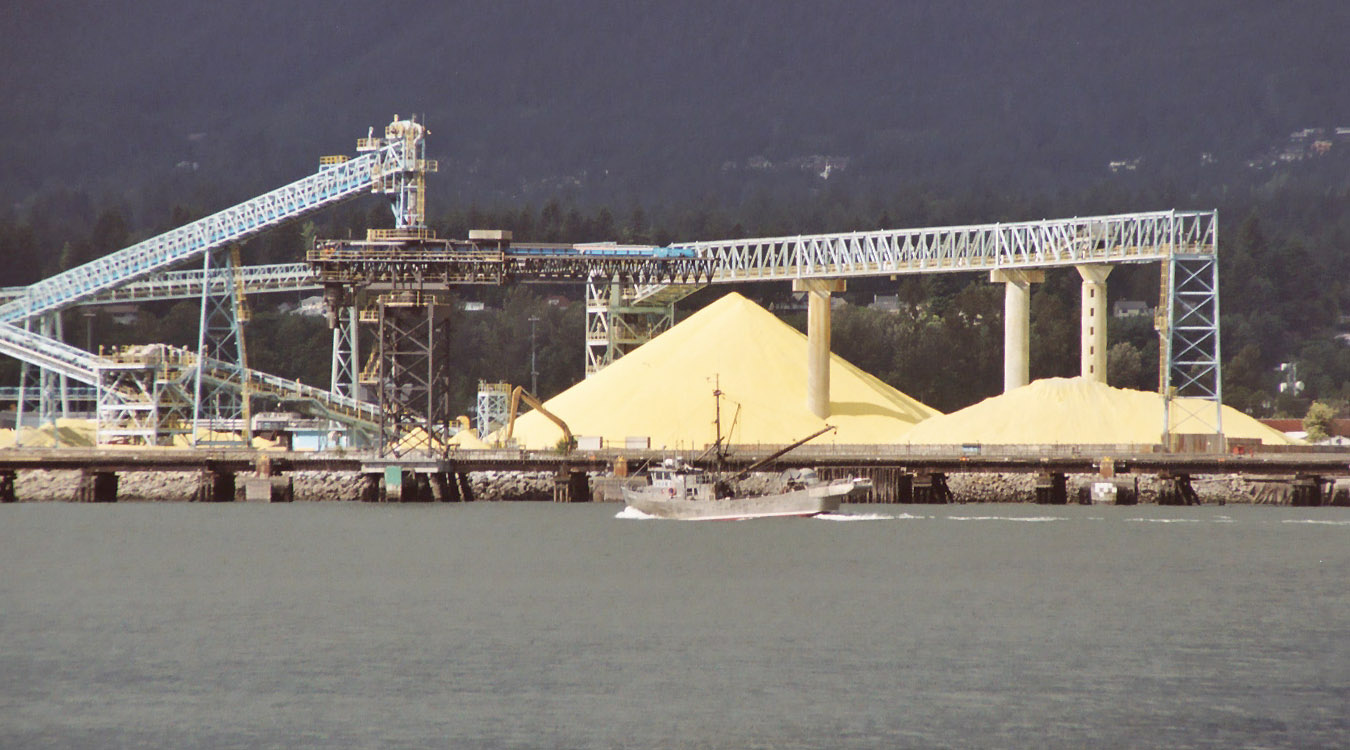
گوگرد صنعتی بازیافت شده از هیدروکربن‌ها در ونکوور

## بهره‌برداری و تولید

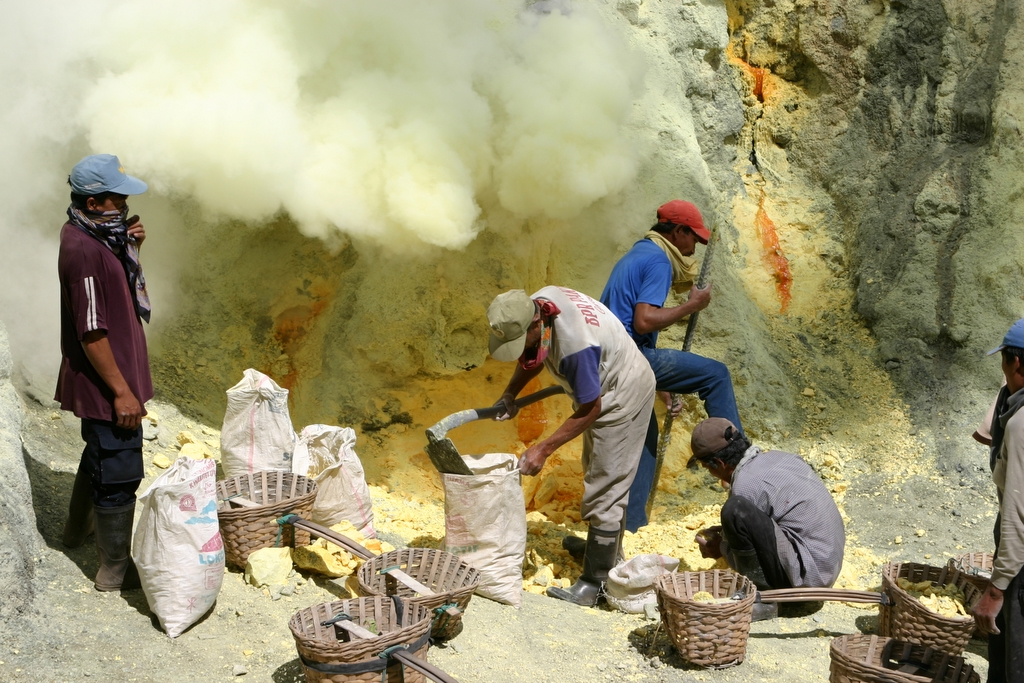
استخراج سنتی گوگرد در جزیره جاوه اندونزی